# Alexandre Colonna Walewski
Alexandre Florian Joseph Colonna Walewski, conte (principe dal 1866) (Walewice, 4 maggio 1810 – Strasburgo, 27 ottobre 1868), è stato un politico francese.
Figlio illegittimo di Napoleone Bonaparte e della sua amante polacca, la contessa Maria Walewska, fu personaggio di spicco nella diplomazia francese del secondo impero napoleonico e negli anni del Risorgimento italiano.

## Biografia

### Giovinezza
Figlio naturale di Napoleone Bonaparte e della contessa polacca Maria Walewska, Alexandre nacque a Walewice, villaggio non distante da Varsavia, nel 1810. Sua madre, già sposata da tre anni con l'anziano conte Anastasy Colonna Walewski, riuscì a convincere il marito a riconoscere il figlio come proprio e per questo gli assegnò anche il proprio cognome. Alexandre venne creato conte dell'impero francese con decreto imperiale del 5 maggio 1812 e lettere patenti del 15 giugno successivo, il cui titolo venne concesso "trasmissibile alla discendenza diretta e legittima, naturale o adottiva". Napoleone concesse inoltre al giovane figlio una rendita annuale di 170.000 franchi. Nel settembre del 1814, Alexandre accompagnò sua madre in visita a Napoleone all'Isola d'Elba.
Maria Walewska, rimasta vedova del proprio marito, si risposò nel settembre del 1816 col conte Philippe Antoine d'Ornano, cugino di Napoleone, ma morì di parto l'11 dicembre del 1817, e pertanto la tutela di Alexandre venne assunta dallo zio materno, Teodor Michał Łączyński.
Ritornato in Polonia, ad appena quattordici anni, non volendo prestare servizio nell'esercito russo, il giovane Alexandre fuggì dapprima a Londra e poi a Parigi dove il primo ministro francese Jean-Baptiste Guillaume Joseph, conte di Villèle, rifiutò la sua estradizione come richiesto dallo zar Alessandro I.

### Al servizio del governo francese
Con l'ascesa di Luigi Filippo di Francia, ottenne dal ministro degli esteri Horace Sébastiani la missione segreta di tornare in Polonia e prendere parte all'insurrezione scoppiata nel 1830, appoggiando nel contempo l'entrata della Gran Bretagna nel conflitto, ma dopo la caduta di Varsavia nelle mani dei russi venne costretto a fare ritorno in Francia dove venne naturalizzato cittadino francese. Entrò quindi come capitano dei cacciatori d'Africa nella Legione straniera francese con la quale combatté in Algeria. Nel 1837 si dimise dal servizio militare ed iniziò a dedicarsi alla scrittura ed alla stampa, collaborando inoltre con Dumas il vecchio a Mademoiselle de Belle-Isle ed a L'Ecole du monde che venne data in produzione al Theâtre Français nel 1840. Pubblicò "Una parola sulla questione d'Africa" nel 1837 e "L'alleanza inglese" nel 1838. Fondò il giornale Le Messager.
Iniziò parallelamente una fruttuosa carriera diplomatica che ebbe le proprie radici nel giornalismo. Nel 1837 il presidente della repubblica francese Adolphe Thiers, uomo di lettere e patrono di uno dei giornali per i quali Walewski scriveva, Le Messager des Chambres, lo inviò come corrispondente in Egitto. Sotto il governo di François Guizot Walewski venne posto a Buenos Aires al seguito dell'ambasciatore britannico, John Cradock, I barone Howden. L'ascesa al potere del principe Luigi Napoleone in Francia lo fece tornare in patria, ove godette dei favori del cugino divenendo inviato straordinario a Firenze (1849), nel regno di Napoli (1850), a Madrid (1851) ed infine venne destinato all'ambasciata di Londra (1851–55), dove ebbe l'incarico di annunciare al primo ministro britannico, lord Palmerston, l'avvenuto colpo di stato che proclamò la nascita del secondo impero francese e di negoziarne il riconoscimento internazionale.

### Durante il Secondo Impero

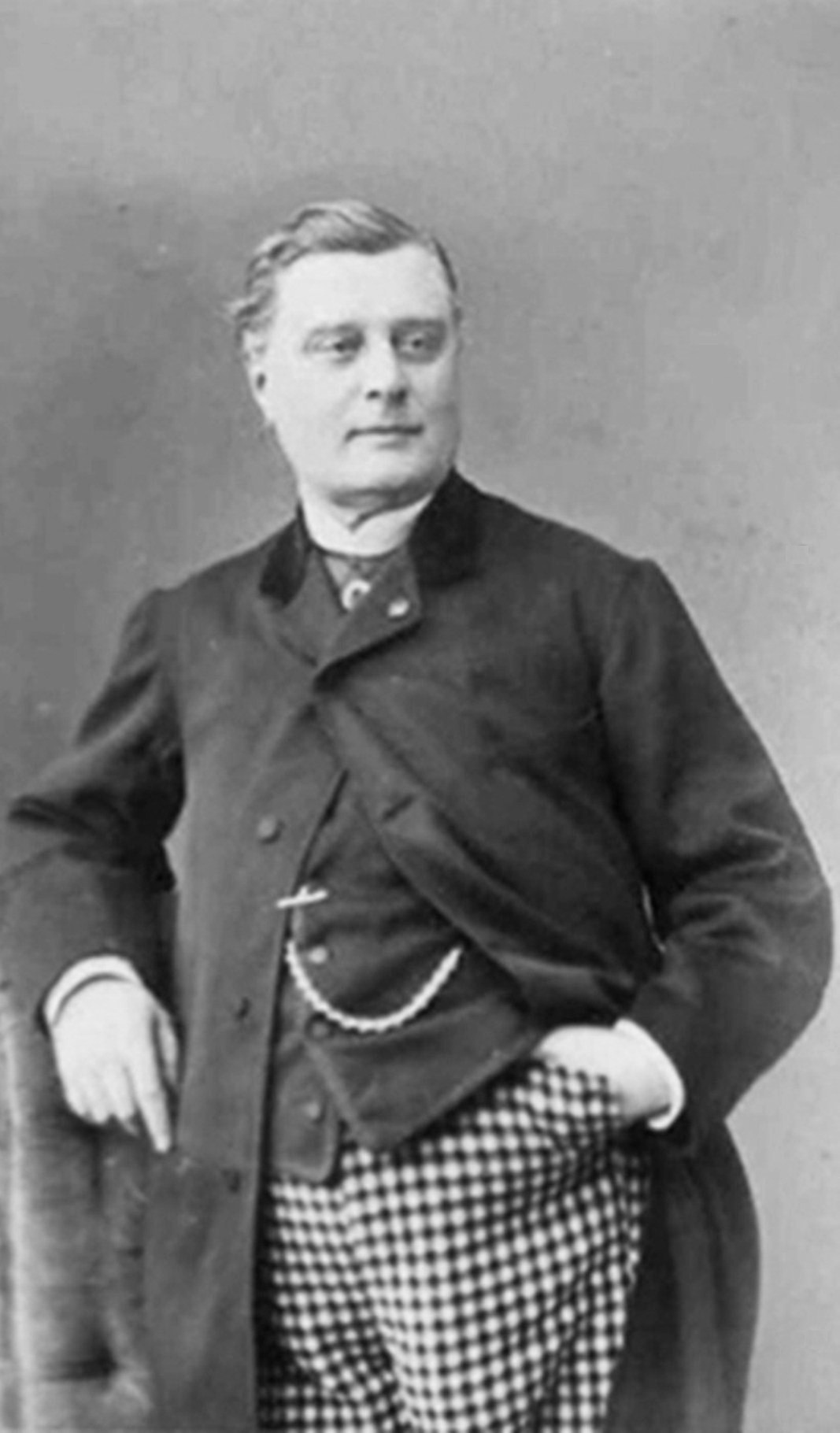
Alexandre Colonna Walewski nel 1865

Fu ministro degli affari esteri dal 7 maggio 1855 al 4 gennaio 1860. Nel 1856 fu ministro plenipotenziario francese al congresso di Parigi ed in quello stesso anno sfruttò l'esecuzione del missionario francese Auguste Chapdelaine da parte delle autorità locali cinesi (il cosiddetto incidente di padre Chapdelaine), nella provincia del Guangxi, come pretesto per far scendere la Francia in campo al fianco degli inglesi nella seconda guerra dell'oppio. Nominò il barone Jean-Baptiste Louis Gros ambasciatore francese in Cina. 
Come ministro degli esteri dell'imperatore, Walewski invocò un'intesa diplomatica con la Russia, il che si opponeva nettamente al progetto paventato da Napoleone III di occuparsi della questione italiana ed entrare così in guerra con l'Impero austriaco, cosa che avvenne nel 1859. 
Dimessosi dalla carica di ministro degli esteri nel 1860, rimase comunque ministro di stato sino al 1863. Il 21 luglio 1862, pose la prima pietra dell'Opéra Garnier di Parigi. Dal 1855 al 1865 fu inoltre senatore, per poi venire nominato membro del corpo legislativo nel 1865 come presidente della camera dei deputati, tornando poi alla carica di senatore due anni dopo. Ottenne inoltre la direzione dell'Académie des beaux-arts. Fu eletto deputato nelle Landes.

### Ultimi anni e morte
Presiedette il corpo legislativo dal 1865 al 1867 e venne creato duca e principe dal cugino Imperatore nel 1866. Morì all'età di 58 anni per un ictus mentre si trovava a Strasburgo; fu poi seppellito a Parigi nel cimitero di Père-Lachaise.

## Discendenza

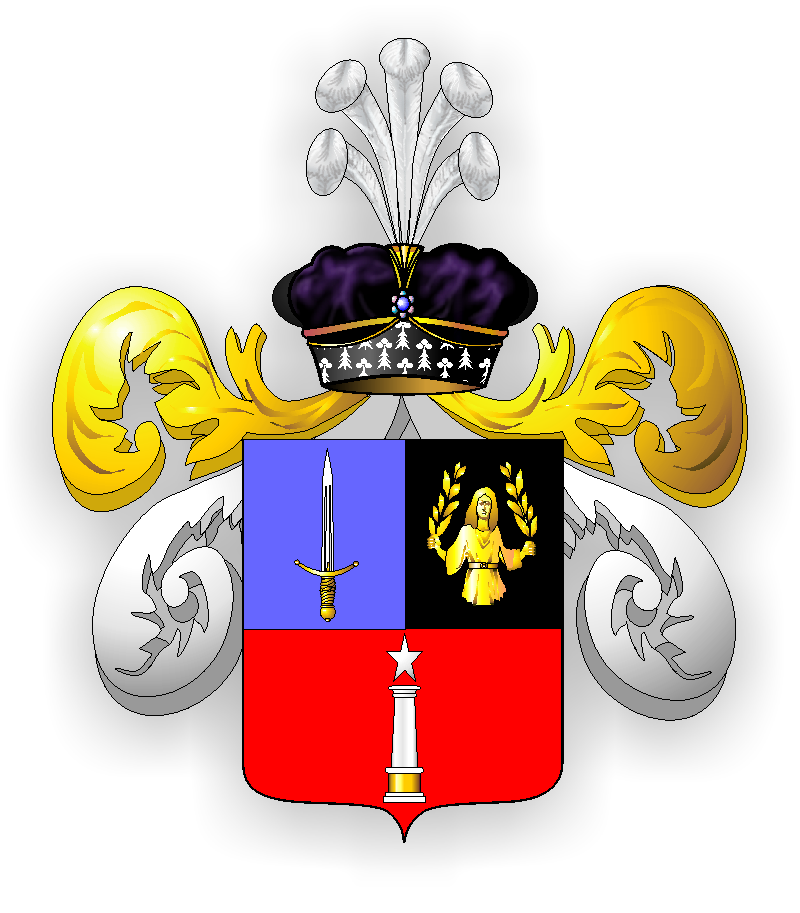
Arma dei Conti Colonna-Walewski

Alessandro Giuseppe si sposò due volte:
Il 1º dicembre 1831 con lady Caroline Montagu (1808 – 1834), figlia di George Montagu, VI conte di Sandwich, e di lady Louisa Lowry-Corry, dalla quale ebbe:
- Louise (1832 – 1832)
- Georges (1834 – 1834)

Il 4 giugno 1846 con Anna Maria Ricci (1823 – 1912), figlia del conte Zanobi-Ricci e della principessa Isabella Poniatowski (figlia primogenita del principe Stanislao Poniatowski), dalla quale ebbe:
- Isabelle (1847, Buenos Aires)
- Charles (1848 – 1916), sposato senza figli con Félicie Douay;
- Elise (1849 – 1927), sposata nel 1871 col conte Félix Bourqueney
- Eugénie (1856 – 1902), sposata nel 1875 col conte Frédéric Mathéus

Inoltre, da un legame sentimentale con Rachel, l'attrice favorita di Victor Hugo, prima del matrimonio, ebbe:
- Alexandre (1844 – 1898), conte Colonna Walewski, bisnonno dell'attuale conte Alexandre Colonna-Walewski nato nel 1934

## Ascendenza
|                        |                  |                                | Genitori                   |  |  | Nonni |  |  | Bisnonni                  |  |  | Trisnonni                    |  |
|                        |                  |                                |                            |  |  |       |  |  | Giuseppe Maria Buonaparte |  |  | Sebastiano Nicola Buonaparte |  |
|                        |                  |                                |                            |  |  |       |  |  | Giuseppe Maria Buonaparte |  |  | Sebastiano Nicola Buonaparte |  |
|                        |                  | Maria Anna Tusoli di Bocagnano |                            |  |  |       |  |  | Giuseppe Maria Buonaparte |  |  |                              |  |
| Carlo Maria Buonaparte |                  |                                |                            |  |  |       |  |  | Giuseppe Maria Buonaparte |  |  |                              |  |
|                        |                  | Maria Saveria Paravicini       | Giuseppe Maria Paravicini  |  |  |       |  |  |                           |  |  |                              |  |
|                        |                  | Maria Saveria Paravicini       | Giuseppe Maria Paravicini  |  |  |       |  |  |                           |  |  |                              |  |
|                        |                  | Maria Saveria Paravicini       | Maria Angela Salineri      |  |  |       |  |  |                           |  |  |                              |  |
| Napoleone I Bonaparte  |                  | Maria Saveria Paravicini       |                            |  |  |       |  |  |                           |  |  |                              |  |
|                        |                  | Giovanni Geronimo Ramolino     | Giovanni Agostino Ramolino |  |  |       |  |  |                           |  |  |                              |  |
|                        |                  | Giovanni Geronimo Ramolino     | Giovanni Agostino Ramolino |  |  |       |  |  |                           |  |  |                              |  |
|                        |                  | Giovanni Geronimo Ramolino     | Angela Maria Peri          |  |  |       |  |  |                           |  |  |                              |  |
| Maria Letizia Ramolino |                  | Giovanni Geronimo Ramolino     |                            |  |  |       |  |  |                           |  |  |                              |  |
|                        |                  | Angela Maria Pietrasanta       | Giuseppe Maria Pietrasanta |  |  |       |  |  |                           |  |  |                              |  |
|                        |                  | Angela Maria Pietrasanta       | Giuseppe Maria Pietrasanta |  |  |       |  |  |                           |  |  |                              |  |
|                        |                  | Angela Maria Pietrasanta       | Maria Giuseppa Malerba     |  |  |       |  |  |                           |  |  |                              |  |
| Alexandre Walewski     |                  | Angela Maria Pietrasanta       |                            |  |  |       |  |  |                           |  |  |                              |  |
|                        | Antoni Łączyński | Józef Łączyński                |                            |  |  |       |  |  |                           |  |  |                              |  |
|                        | Antoni Łączyński | Józef Łączyński                |                            |  |  |       |  |  |                           |  |  |                              |  |
|                        | Antoni Łączyński | Helena Niemojewska             |                            |  |  |       |  |  |                           |  |  |                              |  |
| Maciej Łączyński       | Antoni Łączyński |                                |                            |  |  |       |  |  |                           |  |  |                              |  |
|                        |                  | Konstancja Stempowska          | …                          |  |  |       |  |  |                           |  |  |                              |  |
|                        |                  | Konstancja Stempowska          | …                          |  |  |       |  |  |                           |  |  |                              |  |
|                        |                  | Konstancja Stempowska          | …                          |  |  |       |  |  |                           |  |  |                              |  |
| Maria Walewska         |                  | Konstancja Stempowska          |                            |  |  |       |  |  |                           |  |  |                              |  |
|                        |                  | …                              | …                          |  |  |       |  |  |                           |  |  |                              |  |
|                        |                  | …                              | …                          |  |  |       |  |  |                           |  |  |                              |  |
|                        |                  | …                              | …                          |  |  |       |  |  |                           |  |  |                              |  |
| Eva Zabrowska          |                  | …                              |                            |  |  |       |  |  |                           |  |  |                              |  |
|                        |                  | …                              | …                          |  |  |       |  |  |                           |  |  |                              |  |
|                        |                  | …                              | …                          |  |  |       |  |  |                           |  |  |                              |  |
|                        |                  | …                              | …                          |  |  |       |  |  |                           |  |  |                              |  |
|                        |                  | …                              |                            |  |  |       |  |  |                           |  |  |                              |  |